# Санкті-Спірітус (Саламанка)
Санкті-Спірітус (ісп. Sancti-Spíritus) — муніципалітет в Іспанії, у складі автономної спільноти Кастилія-і-Леон, у провінції Саламанка. Населення — 777 осіб (2021).
Муніципалітет розташований на відстані близько 230 км на захід від Мадрида, 70 км на південний захід від Саламанки.

## Демографія
Динаміка населення (INE ):

## Галерея зображень

Герб муніципалітету Санкті-Спірітус

## Зовнішні посилання
- Провінційна рада Саламанки: індекс муніципалітетів
- Посилання на Google Maps